# نادي في بي
نادي في بي الرياضي هو نادي كرة قدم احترافي مقره في العاصمة ماليه، المالديف. كان يسمى النادي قبل عام 8 نوفمبر 2006 بنادي الجزيرة لكرة القدم. تم تأسيس الفريق في عام 1987. حقق النادي عدة انجازات في تاريخ منها فوزه بالدوري المالديفي أعوام 2009 و2010 وفوزه بكأس اتحاد المالديف عام 2009.

## وصلات خارجية
- الموقع الرسمي للنادي
- اتحاد المالديف لكرة القدم